# Giuseppe Perenno
Giuseppe Perenno (ur. 1 czerwca 1912 w Genui, zm. ?) – włoski szermierz, trzykrotny medalista mistrzostw świata.
Podczas mistrzostw świata w Paryżu w 1937 roku Włosi w składzie: Gustavo Marzi, Aldo Masciotta, Aldo Montano, Giuseppe Perenno, Vincenzo Pinton i Arturo Di Lorenzo zdobyli srebrny medal w szabli drużynowej. W konkurencji tej Giulio Gaudini, Gustavo Marzi, Aldo Masciotta, Aldo Montano, Giuseppe Perenno i Mauro Racca zwyciężyli na mistrzostwach świata w Pieszczanach rok później. Na tej samej imprezie Perenno wywalczył brązowy medal w turnieju indywidualnym, wyprzedzili go tylko Aldo Montano i Aldo Masciotta.
Nigdy nie wziął udziału w igrzyskach olimpijskich.